# 丹下憲孝
丹下憲孝（日语：丹下 憲孝，也常在國際場合使用英文名 Paul Noritaka Tange，1958年—），出生於東京的日本建築師，其父親為著名建築界學者、普利茲克獎得主丹下健三。
丹下憲孝從1973年至1977年於瑞士私立寄宿學校羅西學院就讀。1981年畢業於美國哈佛大學視聽環境學工業工程系，1985年於哈佛大學完成建築學専門課程。1985年返回日本，加入其父親丹下健三旗下的丹下健三・都市・建築設計研究所，之後並接手設計研究所的經營，改制成為今日的丹下都市建築設計。
其著名作品包括富士產經集團大樓、Mode學園蟲繭大廈（與父親丹下健三合作設計）、BMW意大利總部大樓等。

## 主要作品

### 日本
- Mode學園蟲繭大廈[2]
- 太子酒店 The Prince
- 鬼怒川金谷酒店
- 2020年東京奧運會場館[3]

### 海外
- 新加坡萊佛士坊一號二期
- BMW意大利總部大樓
- 香港荃灣御凱
- 香港大角咀帝峯.皇殿
- 臺灣2005信義區 統一國際大樓
- 臺灣2006仁愛路 宏盛帝寶
- 臺灣2007信義區傑仕堡
- 臺灣2008三圓機構 養心殿
- 臺灣2009金格食品 桃園總部
- 臺灣2014三圓機構 美麗殿
- 臺灣2014冠德新店行政園區 創新殿/市政廳
- 臺灣2014太子國際企業總部 內湖
- 臺灣2014太子雲世紀 台中市西屯區
- 臺灣2014宏盛國際金融中心 南京東路三段
- 臺灣2014台北 信義之冠
- 臺灣2015板橋 湛然新天地

- 臺灣2016太子雲世紀II莫內花園 台中市西屯區
- 臺灣2017蘆洲 洲子洋建案 上河園
- 臺灣2017林口 森聯摩天41
- 臺灣2017三圓機構Diamond Towers 台北之星[2]
- 臺灣2018新店 冠德創新殿
- 臺灣2018台北 復北新天地
- 臺灣2019新莊 永鼎帝京
- 臺灣2020新店行政園區
- 臺灣2020中壢 日勝新京站
- 臺灣2021內湖 長虹雲端科技大樓
- 臺灣2022台南 泰嘉璞日
- 臺灣2022新北 淡水兆頡水問山
- 臺灣2023台北 新光三越鑽石塔 Diamond Towers
- 臺灣2023台北 萬薪伊邸
- 臺灣2026三重 新北第二行政中心[4]
- 臺灣2026板橋 立信采蝶
- 臺灣2026新北 淡水兆頡明日晴
- 臺灣2026新莊 富融H1
- 臺灣2027台北 上城若水
- 臺灣2028板橋 立信首馥

## 外部參考
- 丹下憲孝（页面存档备份，存于）
- Tange Associates 公司網址（页面存档备份，存于）
- 建築師丹下父子